# Beiarfjorden
Beiarfjorden er en fjordarm af Nordfjorden i Gildeskål kommune i Nordland fylke i Norge. Fjorden går 19 kilometer mod øst til Tverrvika i bunden af fjorden.
Fjorden har indløb mellem Røssnesodden i nord og Framnes i syd. Fjorden går mod øst fra Sandhornøya. Nordfjorden kommer fra nord, mens Holmsundfjorden går mod syd langs østsiden af øen. Lidt længere mod øst ligger Skålsvika på nordsiden og Ytre og Indre Kjelling på sydsiden. Her bliver fjorden smallere og bliver kaldt Kjellingsundet. Fylkesvej 17 krydser sundet via den 662 meter lange Kjellingstraumen bro. Ca. 3 kilometer øst for broen krydser fjorden kommunegrænsen til Beiarn kommune.
På østsiden af kommunegrænsen ligger øen Evja midt i fjorden. To smalle sunde går på hver side af øen, Kroksundet på nordsiden og Evjeosen på sydsiden. Øst for øen går fjorden gennem det smalle Ferjesundet. Herfra går fjorden mod sydøst til Breidvika, før den går mod øst igen. På nordsiden af fjorden, lidt længere inde ligger Øynes og her svinger fjorden mod syd ind til bunden af fjorden. Beiarelven munder her ud i fjorden.
Riksvej 813 går langs vestsiden helt inderst i fjorden.